# ジークフリート・レンツ
ジークフリート・レンツ（Siegfried Lenz、1926年3月17日 - 2014年10月7日)は、ドイツの小説家。

## 来歴
東プロイセンのリュック（現在のポーランド・エウク）に税関吏の息子として生まれる。幼い頃に父を失くし、しばらく母と離れて祖母の家から学校に通った。1943年にアビトゥーアを取得後、海軍に徴兵されるが、デンマークにて逃亡、シュレースヴィヒ＝ホルシュタイン州でイギリス軍の捕虜となり、イギリス軍の通訳として生活した。終戦後ハンブルク大学で哲学、英文学、文芸学を学び、中退後『ディ・ヴェルト』紙の見習いを経て同紙の編集者となる。
1951年『空には青鷹がいた』で作家としてデビュー。同時期に47年グループに参加。エミール・ノルデをモデルにした1968年の『国語の時間』で大きな成功を収め、現代ドイツを代表する作家の地位を確立した。その他の作品に『愉しかりしわが闇市』『アルネの遺品』『遺失物管理所』などがある。
政治的にはヴィリー・ブラント首相の東方外交を支持、ワルシャワ条約 (1970年)締結の際にはワルシャワに招待されている。2003年にはハインリヒ・ハイネ大学客員教授に就任。2014年ハンブルクで死去した。

## 日本語訳
- 『国語の時間』（丸山匠訳、新潮社、1971年）
- 『嘲笑の猟師』（加藤泰義訳、芸立出版、1978年）
- 『愉しかりしわが闇市』（加藤泰義訳、芸立出版、1978年）
- 『アルネの遺品』（松永美穂訳、新潮社、2003年）
- 『遺失物管理所』（松永美穂訳、新潮社、2005年）
- 『黙祷の時間』（松永美穂訳、新潮社、2010年）